# Михаэли, Ури
Михаэли (Прессман) Ури (1900, Каменец-Подольский — 4 июля 1976, Израиль) — государственный и общественный деятель, один из основателей гражданской авиации в Эрец-Исраэль.

## Биография
Родился в семье активистов сионистского движения Михаила и Леи Прессманов. Изучал математику в университете в Киеве.
В 1921 эмигрировал в Эрец-Исраэль. В период с 1929 по 1941 входил в исполнительный комитет Гистадрута. В 1935 был одним из основателей Аэроклуба Эрец-Исраэль (в 1936—1941 — первый секретарь). В 1941 был назначен директором авиакомпании «Авирон», служил в этой должности до создания Государства Израиль. Затем в 1948 был назначен начальником отдела гражданской авиации при Министерстве транспорта Израиля, занимал эту должность до 1960.В 1960 был назначен советником по гражданской авиации и генеральным директором национального совета по Гражданской авиации при Министерстве транспорта Израиля.
В честь Михаэли был назван аэропорт в Хайфе.